# SELENE
SELENE (tiếng Hy Lạp: Σελήνη, nghĩa là "Mặt Trăng"), được biết với tên thường gọi là Kaguya, là trạm quỹ đạo Mặt Trăng thứ hai của Nhật Bản. Tên gọi này là từ ghép của các ký tự đầu của Selenological và Engineering Explorer, trong khi tên thường gọi Kaguya, do công chúng đặt ra, là tên của một công chúa từ Mặt Trăng trong truyện cổ tích Nhật Bản: Nàng tiên trong ống tre, SELENE được Viện Không gian và Khoa học vũ trụ và NASDA (cả hai đều là các bộ phận của Cơ quan Thám hiểm Không gian Nhật Bản) chế tạo, trạm được phóng lên vào lúc 01:31:01 giờ, ngày 14 tháng 9 năm 2007 UTC.